# Bataille d'Helmstadt
Guerre austro-prussienne
Batailles
- front austro-prussien

- Hühnerwasser
- Podol
- Trautenau
- Nachod
- Langensalza
- Oswiecim
- Münchengrätz
- Soor
- Skalitz
- Gitschin
- Königinhof
- Schweinschædel
- Sadowa (Königgrätz)
- Dermbach
- Kissingen
- Frohnhofen
- Aschaffenbourg
- Hundheim
- Blumenau
- Tauberbischofsheim
- Werbach
- Helmstadt/Uettingen
- Gerchsheim
- Uettingen/Roßbrunn/Hettstadt

- front austro-italien

- Custoza
- Val Vestino
- Cimego
- Pieve di Ledro
- Monte Nota
- Monte Suello
- Lissa
- Bezzecca
- Primolano
- Borgo
- Cimego
- Levico
- Versa

La bataille d'Helmstadt est une bataille de la campagne du Main de la guerre austro-prussienne le 25 juillet 1866, entre l'armée principale prussienne et le 7e corps de l'armée fédérale allemande, c'est-à-dire l'armée bavaroise.
Sur le plateau entre Tauber et Main, les troupes fédérales sont de nouveau repoussées le 25 à Helmstadt et Uettingen et à Gerchsheim. Dans les combats, le futur roi bavarois Louis III  est blessé. Après le bombardement prussien des troupes bavaroises dans la forteresse de Marienberg près de Wurtzbourg le 27 juillet, un cessez-le-feu local est conclu, suivi d'un armistice général le 2 août

## Situation initiale
La bataille de Sadowa a déjà été victorieuse pour les Prussiens le 3 juillet, et l'Autriche est déjà en train de négocier avec la Prusse. Cependant, ces négociations ne concernent au départ que l'Autriche et la Prusse. Une offensive des États allemands du Sud ouvre une meilleure position de départ dans les négociations à venir. De plus, il est toujours possible que la France s'engage activement dans le conflit aux côtés des Allemands du Sud afin de préserver ses droits sur la Vénétie.
Le 8e corps d'armée de l'armée fédérale allemande a fait sa jonction avec le 7e corps, composé de quatre divisions bavaroises, sur la Tauber. Avec près de 100 000 hommes, l'armée fédérale est ainsi nettement supérieure à l'armée prussienne du Main, qui compte environ 60 000 hommes. Le 21 juillet, le quartier général du prince Charles de Bavière décide donc d'une action commune de l'armée fédérale contre Aschaffenbourg, car on soupçonne les Prussiens d'être encore à Francfort. La date du 24 juillet est fixée pour le départ de la Tauber. Pour ce faire, les Bavarois doivent passer par le coude du Main, tandis que le 8e corps doit marcher le long de la Tauber.
Après une campagne jusque-là réussie à l'ouest, l'armée prussienne du Main est entrée dans la capitale fédérale, Francfort, le 16 juillet. C'est là que les Prussiens se rassemblent et marchent le 21 juillet de Francfort en direction de Wurtzbourg afin d'empêcher, si possible, l'union de l'armée fédérale, de la battre ou du moins de continuer à menacer les frontières des États allemands du Sud. Au cours de leur avancée, les Prussiens se dirigent vers trois localités situées sur la Tauber : la division Göben à l'aile droite vers Tauberbischofsheim, la division Beyer au centre vers Werbach et la division Flies à l'aile gauche vers Wertheim.
Sur la Tauber, les Prussiens rencontrent tout d'abord le 8e corps, qui se tient là prêt à partir en direction d'Aschaffenbourg. Le 23 juillet,  il y a une première bataille à Hundheim, mais le commandant du 8e corps, le prince Alexandre de Hesse, ne réalise que le lendemain, après les combats perdus de Tauberbischofsheim et de Werbach, qu'il se trouve face à l'ensemble de l'armée du Main. Il reprend alors le 8e corps à Groß-Rinderfeld. En raison de l'infériorité numérique des Prussiens, on suppose que l'armée du Main dans son ensemble avancerait de Tauberbischofsheim et Werbach directement vers Wurtzbourg. Le prince Alexandre demande donc l'aide des Bavarois, qui ont déjà commencé à se diriger vers le nord. Les Bavarois doivent couvrir l'aile droite du 8e corps, la division badoise qui s'y trouve ayant rompu le combat la veille, abandonné l'aile sans donner de nouvelles et s'étant retirée vers Altertheim. De cette manière, il faut éviter que les Prussiens ne se glissent entre les deux moitiés de l'armée fédérale. En outre, l'armée bavaroise doit être immédiatement concentrée dans la région de Rossbrunn. La 3e division, le prince Luitpold, s'y rend le 24 juillet depuis Hettstadt, les réserves se rassemblent entre Greußenheim et Waldbüttelbrunn. La 1re division, Stephan (de), se tient autour d'Uettingen, Helmstadt et Holzkirchen, avec les avant-gardes près de Neubrunn, Kembach et Dertingen. Le 8e corps reçoit dans la soirée des informations sur leurs emplacements et l'ordre de rester en liaison avec la division Stephan, la plus proche.

## Retraite
Les pertes des deux côtés sont plutôt faibles par rapport au nombre de soldats engagés. Les Bavarois ont 43 morts, les Prussiens ont perdu 31 hommes. Des combats comparables au début de la guerre en Autriche ont causé beaucoup plus de pertes. Lors de l'affrontement finalement décisif sur le Lerchenberg, les combats sont toutefois acharnés. Les Bavarois y subissent les plus lourdes pertes de la journée avec environ 400 hommes. De même, le 32e régiment d'infanterie qui y est engagé subit la plupart des pertes du côté prussien.
Le combat lui-même est un succès tactique pour les Prussiens. Les unités bavaroises ont certes dû quitter le champ de bataille, mais elles sont encore prêtes à se battre. La 3e division se rassemble à Waldbrunn et se dirige vers Waldbüttelbrunn où elle établit son camp. La 1re division se rassemble près d'Uettingen et prend position à Waldbrunn. Avec les deux autres divisions mobilisées entre-temps, le 7e corps est maintenant rassemblé et prêt à lancer une offensive contre l'armée du Main.
Le fait que les Bavarois n'ont pas pu aider le 8e corps lors de la bataille de Gerchsheim et que celui-ci se soit ensuite retiré vers Wurtzbourg est également un succès stratégique. Une action commune n'est plus possible pour l'armée fédérale pour le reste de la guerre.
Entre-temps, la division Beyer a établi le contact avec la division Flies, qui a progressé jusqu'à Uettingen. Les Prussiens impliqués dans le combat placent leurs avant-postes en direction d'Uettingen et établissent leur camp de nuit près de Helmstadt. Le lendemain, la division Flies doit avancer contre les Bavarois à Uettingen, Beyer doit la soutenir.

### Raisons de la retraite
Le général prussien résume ainsi la cause de la double défaite bavaroise : « Les deux divisions bavaroises ont commencé la courte marche vers leur rendez-vous tardivement et à des moments différents. Il est donc arrivé, ... que General v. Beyer en avait fini avec l'un lorsque l'autre arriva, et que, malgré leur considérable supériorité, ils furent néanmoins décidément vaincus. Les succès prussiens ne sont dus qu'en partie à la cadence de tir plus élevée du fusil à aiguille. Cela est au moins partiellement compensé par la précision, la portée et la fiabilité du fusil Podewils (de) utilisé par les Bavarois. C'est plutôt le commandement des Prussiens qui contribue largement au succès.
Le principe "Marcher séparément, frapper ensemble" est également appliqué le 25 juillet. Les Prussiens mènent le combat de manière beaucoup plus mobile que les troupes fédérales qui, en raison de l'offensive initialement prévue contre Aschaffenbourg, ne se sont toujours pas formées pour repousser l'attaque.
L'armée du Main se divise devant les troupes fédérales, supérieures en nombre, et bat à chaque fois des unités supérieures de l'armée fédérale, les divisions restant constamment au contact. À Gerchsheim, la division Goeben bat l'ensemble du 7e corps. À Helmstadt, les régiments manœuvrent sans cesse les Bavarois et se resserrent au bon moment, comme à Frohnberg. Le soir du 25, toutes les divisions sont en contact avec l'armée fédérale unifiée dans l'éventualité d'un combat le lendemain.
La supériorité numérique des Bavarois est trompeuse. Il est affirmé plus tard que la division Beyer a vaincu trois divisions bavaroises ce jour-là. En réalité, à l'exception de la 3e division, moins de la moitié de la 1re division est engagée dans la bataille. Seuls quelques bataillons de la deuxième division participent aux combats. Tous les combats se déroulent indépendamment les uns des autres, les actions des divisions ne sont pas coordonnées.
Le manque de coordination concerne tous les niveaux. Sur le Sesselberg, les différentes appartenances aux divisions, brigades et régiments ne permettent pas de se mettre d'accord sur une action uniforme. La division Stephan envoie des renforts trop tard, tandis que la division badoise refuse tout simplement de le faire. Au niveau des corps, malgré les faibles écarts entre le 7e et le 8e corps, les mouvements, s'ils sont communiqués, le sont trop tard. Dans tous les cas, les Prussiens en profitent pour battre une à une les unités dispersées.

## Conséquences
La nouvelle que le 8e corps s'est retiré à Würzburg ne parvient au prince Charles que le lendemain matin. Le plan d'une action coordonnée avec des forces communes doit donc être abandonné. À la place, les Bavarois couvrent le passage du 7e corps sur le Main lors du combat de Rossbrunn.
Ce jour-là, les Badois participent pour la dernière fois de la guerre à un combat. La division badoise est ordonnée de retourner dans ses casernes le 29 juillet, c'est-à-dire avant la fin de la guerre. Début août, Bade se retire de la Confédération germanique. Son commandant, le prince Guillaume de Bade, est publiquement critiqué pour son comportement lors des combats du 24 juillet à Tauberbischofsheim et le 25 juillet à Gerchsheim et Helmstad. Guillaume est lui-même officier de la garde prussienne et apparenté à la famille régnante de Prusse. Il rédige alors un livre décrivant le déroulement de la guerre du point de vue badois. La même année, le général Beyer devient inspecteur de l'armée badoise et, en 1868,  ministre de la Guerre de Bade.

## Commémoration

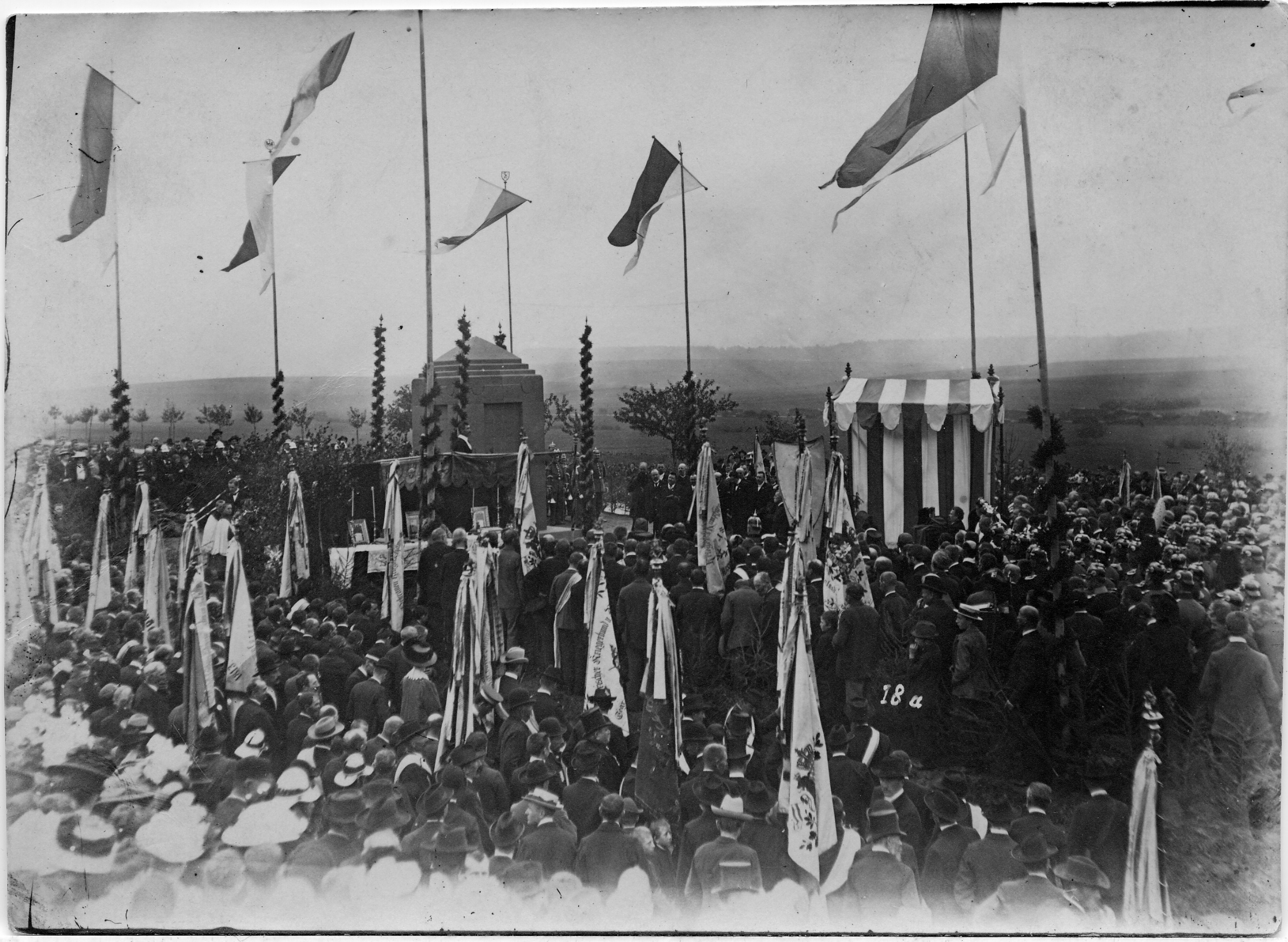
Cérémonie d'inauguration du monument au prince Louis le 3 octobre 1909.

En souvenir de la bataille victorieuse pour les Prussiens du 70e régiment d'infanterie, une marche est composée par Albert Klaar et intégrée dans la collection de marches de l'armée (de) sous le nom AM II, 204 Helmstadt-Marsch. Quelques monuments sont érigés dans les environs pour les morts de la bataille, par exemple pour les membres du 20e régiment d'infanterie (pl), du 32e régiment d'infanterie, ainsi que l'ensemble des troupes bavaroises. Par contre, la blessure du prince Louis de Bavière est commémorée plus tard par l'érection du monument du prince Louis à la sortie de Helmstadt en direction de Wurtzbourg, qui est dévoilé le 3 octobre 1909 lors d'une cérémonie en présence du prince et des vétérans de la guerre de 1866.